# Équipe d'Argentine de football à la Copa América 1993
L'équipe d'Argentine de football participe à sa 33e Copa América lors de l'édition 1993 qui s'est déroulé en Équateur du 15 juin au 4 juillet 1993 et a été organisé par la CONMEBOL.

## Résultats

### Premier tour

#### Groupe C
| Classement final |           |     |   |   |   |   |    |    |      |
|                  | Équipe    | Pts | J | G | N | P | BP | BC | Diff |
| 1                | Colombie  | 4   | 3 | 1 | 2 | 0 | 4  | 3  | +1   |
| 2                | Argentine | 4   | 3 | 1 | 2 | 0 | 3  | 2  | +1   |
| 3                | Mexique   | 2   | 3 | 0 | 2 | 1 | 2  | 3  | -1   |
| 4                | Bolivie   | 2   | 3 | 0 | 2 | 1 | 1  | 2  | -1   |

| 17 juin | Argentine | 1 | 0 | Bolivie  |
| 20 juin | Argentine | 1 | 1 | Mexique  |
| 23 juin | Argentine | 1 | 1 | Colombie |

| 17 juin 1993 | Argentine     | 1 – 0   | Bolivie | Stade George Capwell (Guayaquil)                |                                                 |
|              | Batistuta 53e | (0 - 0) |         | Spectateurs : 16 000 Arbitrage : Arturo Angeles | Spectateurs : 16 000 Arbitrage : Arturo Angeles |

| 20 juin 1993 | Argentine   | 1 – 1   | Mexique    | Stade George Capwell (Guayaquil)                        |                                                         |
|              | Ruggeri 28e | (1 - 1) | Patiño 14e | Spectateurs : 16 000 Arbitrage : Juan Francisco Escobar | Spectateurs : 16 000 Arbitrage : Juan Francisco Escobar |

| 23 juin 1993 | Argentine                | 1 – 1   | Colombie               | Monumental (Guayaquil)                                     |                                                            |
|              | Simeone 2e · Redondo 49e | (1 - 1) | Rincón 5e · Rincón 49e | Spectateurs : 45 000 Arbitrage : Márcio Rezende de Freitas | Spectateurs : 45 000 Arbitrage : Márcio Rezende de Freitas |

### Quarts de finale
| 27 juin 1993 | Argentine         | 1 – 1 a.p. | Brésil     | Monumental (Guayaquil)                                  |                                                         |
| | Rodríguez 69e     | (0 - 1) | Müller 37e | Spectateurs : 25 000 Arbitrage : Alberto Tejada Noriega | Spectateurs : 25 000 Arbitrage : Alberto Tejada Noriega |
| · Gorosito · Simeone · Rodríguez · Acosta · Medina Bello · Borelli                                                                                      | Tirs au but 6 - 5 | · Zinho · Cafu · Müller · Roberto Carlos · Luisinho · Boiadeiro ·                                                                            |            | Spectateurs : 25 000 Arbitrage : Alberto Tejada Noriega | Spectateurs : 25 000 Arbitrage : Alberto Tejada Noriega |
| Goycochea - F. Basualdo, Ruggeri, Borelli, Altamirano - Zapata, Simeone, J. Basualdo ( 54e Rodríguez), Gorosito - Batistuta ( 62e Acosta), Medina Bello | Équipes           | Zetti - Cafu, Antônio Carlos, Válber, Roberto Carlos - Boiadeiro, Luisinho, Palhinha ( 71e Marquinhos), Zinho - Edmundo ( 71e Almir), Müller |            | Spectateurs : 25 000 Arbitrage : Alberto Tejada Noriega | Spectateurs : 25 000 Arbitrage : Alberto Tejada Noriega |

### Demi-finale
| 1er juillet 1993 | Argentine         | 0 – 0 a.p. | Colombie | Monumental (Guayaquil)                        |                                               |
| |                   | (0 - 0) |          | Spectateurs : 15 000 Arbitrage : Jorge Nieves | Spectateurs : 15 000 Arbitrage : Jorge Nieves |
| · Gorosito · Batistuta · Simeone · Rodríguez · Acosta · Borelli                                                                                | Tirs au but 6 - 5 | · Rincón · Asprilla · Mendoza · W. Pérez · Valderrama · Aristizábal ·                                           |          | Spectateurs : 15 000 Arbitrage : Jorge Nieves | Spectateurs : 15 000 Arbitrage : Jorge Nieves |
| Goycochea - F. Basualdo, Ruggeri ( 46e Cáceres), Borelli, Altamirano - Zapata ( 69e Rodríguez), Simeone, Redondo, Gorosito - Batistuta, Acosta | Équipes           | Córdoba - Herrera, Mendoza, Perea ( 65e), W. Pérez - Gómez, Álvarez, Rincón, Valderrama - Aristizábal, Asprilla |          | Spectateurs : 15 000 Arbitrage : Jorge Nieves | Spectateurs : 15 000 Arbitrage : Jorge Nieves |

### Finale
| 4 juillet 1993 | Argentine          | 2 – 1 | Mexique            | Monumental (Guayaquil)                                     |                                                            |
| | Batistuta 63e, 74e | (0 - 0) | Galindo 67e (pen.) | Spectateurs : 40 000 Arbitrage : Márcio Rezende de Freitas | Spectateurs : 40 000 Arbitrage : Márcio Rezende de Freitas |
| Goycochea - F. Basualdo, Ruggeri ( 40e Cáceres), Borelli, Altamirano - Zapata, Simeone, Redondo, Gorosito ( 64e Rodríguez) - Batistuta, Acosta · Entraîneur : Alfio Basile | Équipes            | Campos - Ramírez, Suárez, Ramírez Perales, Gutiérrez ( 79e Flores) - Patiño ( 46e L. García), Ambríz, García Aspe, Galindo - Sánchez, Alves · Entraîneur : Miguel Mejía Barón |                    | Spectateurs : 40 000 Arbitrage : Márcio Rezende de Freitas | Spectateurs : 40 000 Arbitrage : Márcio Rezende de Freitas |

| Copa América 1993 - Vainqueur Argentine 14e titre |

## Effectif
Sélectionneur : Alfio Basile
| No. | Pos.      | Joueur               | Date de naissance et âge | Sélec. | Club                 |
| --- | --------- | -------------------- | ------------------------ | ------ | -------------------- |
| 1   | Gardien   | Sergio Goycochea     | 17 octobre 1963          |        | Olimpia Asunción     |
| 2   | Défenseur | Sergio Vázquez       | 23 novembre 1965         |        | Universidad Católica |
| 3   | Défenseur | Ricardo Altamirano   | 12 décembre 1965         |        | River Plate          |
| 4   | Défenseur | Fabián Basualdo      | 26 février 1964          |        | River Plate          |
| 5   | Milieu    | Fernando Redondo     | 6 juin 1969              |        | Tenerife             |
| 6   | Défenseur | Oscar Ruggeri        | 26 janvier 1962          |        | Club América         |
| 7   | Attaquant | Ramón Medina Bello   | 29 avril 1966            |        | River Plate          |
| 8   | Milieu    | Darío Franco         | 17 janvier 1969          |        | Real Zaragoza        |
| 9   | Attaquant | Gabriel Batistuta    | 1er février 1969         |        | Fiorentina           |
| 10  | Milieu    | Diego Simeone        | 28 avril 1970            |        | Sevilla              |
| 11  | Milieu    | Néstor Gorosito      | 14 mai 1964              |        | San Lorenzo          |
| 12  | Gardien   | Luis Islas           | 22 décembre 1965         |        | Independiente        |
| 13  | Défenseur | Fernando Cáceres     | 7 février 1969           |        | River Plate          |
| 14  | Défenseur | Néstor Craviotto     | 3 octobre 1963           |        | Independiente        |
| 15  | Défenseur | Jorge Borelli        | 2 novembre 1964          |        | Racing Club          |
| 16  | Milieu    | Claudio García       | 24 août 1963             |        | Racing Club          |
| 17  | Milieu    | Gustavo Zapata       | 15 octobre 1967          |        | River Plate          |
| 18  | Attaquant | Alberto Acosta       | 23 août 1966             |        | Boca Juniors         |
| 19  | Attaquant | Julio Alberto Zamora | 11 mars 1966             |        | Newell's Old Boys    |
| 20  | Milieu    | Leonardo Rodríguez   | 27 août 1966             |        | Atalanta             |
| 21  | Gardien   | Norberto Scoponi     | 13 janvier 1961          |        | Newell's Old Boys    |
| 22  | Milieu    | Alejandro Mancuso    | 4 septembre 1968         |        | Boca Juniors         |